# サイチョウ属
サイチョウ属（さいちょうぞく、学名 Buceros）は、鳥類サイチョウ目サイチョウ科の1属である。

## 種
3種が属す。Rhinoplax 1種を含めることもある。
- Buceros bicornis, Great Hornbill, オオサイチョウ
- Buceros rhinoceros, Rhinoceros Hornbill, サイチョウ
- Buceros hydrocorax, Rufous Hornbill, アカサイチョウ
- Rhinoplax vigil, Helmeted Hornbill, オナガサイチョウ